# USS Sculpin (SS-494)
USS Sculpin (SS-494), okręt podwodny typu Tench był drugim okrętem US Navy noszącym nazwę pochodzącą od drapieżnej ryby głowaczowatej (ang. sculpin).  Jego konstrukcja została zatwierdzona i budowę rozpoczęto w Portsmouth Naval Shipyard, ale kontrakt anulowano 12 sierpnia 1945.
Ten artykuł zawiera treści udostępnione w ramach domeny publicznej przez Dictionary of American Naval Fighting Ships. 